# Famille Cheikhrouhou
Cette page explique l’histoire ou répertorie les différents membres de la famille Cheikhrouhou.
 (août 2024).
Si vous disposez d'ouvrages ou d'articles de référence ou si vous connaissez des sites web de qualité traitant du thème abordé ici, merci de compléter l'article en donnant les références utiles à sa vérifiabilité et en les liant à la section « Notes et références ».
La famille Cheikhrouhou est une famille tunisienne affiliée à l'ancienne bourgeoisie sfaxienne.
Elle compte à l'époque du règne husseinite des dignitaires religieux. Habib Cheikhrouhou fonde en 1951 le groupe de presse Dar Assabah qui sera dirigé par ses fils Moncef et Raouf.

## Personnalités
- Habib Cheikhrouhou (1914-1994), militant, journaliste et homme d'affaires ;
- Hela Cheikhrouhou (1972- ), directrice exécutive du Fonds vert pour le climat et ministre ;
- Khaled Cheikhrouhou (?- ), diplômé de l'Université Panthéon-Sorbonne, fils de Moncef Cheikhrouhou[1] ;
- Mohamed Cheikhrouhou (?-1834), cadi et imam à Sfax ;
- Moncef Cheikhrouhou (1945- ), enseignant, chercheur, économiste et homme politique, fils de Habib Cheikhrouhou ;
- Raouf Cheikhrouhou (1953- ), journaliste, fils de Habib Cheikhrouhou ;
- Taoufik Cheikhrouhou (1944- ), ministre ;
- Tarak Cheikhrouhou (1984- ), écrivain et journaliste, fils de Moncef Cheikhrouhou.